# Associação de Futebol da Jordânia
A Associação de Futebol da Jordânia (JFA) (em árabe: الاتحاد الأردني لكرة القدم) é o órgão dirigente do futebol, do futsal e do futebol de areia da Jordânia, responsável pela organização dos campeonatos disputados no país, bem como os jogos da seleção nacional nas diferentes categorias. Foi fundada em 1949 e é filiada à Federação Internacional de Futebol (FIFA) desde 1956 e à Confederação Asiática de Futebol (AFC) desde 1970. A sede fica localizada na capital do país, Amã, e Ali Bin Al-Hussein é o atual presidente da entidade.